# Vaughn Monroe
Pour les articles homonymes, voir Monroe.
Vaughn Wilton Monroe est un chanteur et trompettiste américain né le 7 octobre 1911 à Akron (Ohio) et mort le 21 mai 1973 à Stuart (Floride). Il est le leader d'un big band très populaire dans les années 1940 et 1950, notamment avec la chanson Let It Snow! Let It Snow! Let It Snow!.

## Biographie
Monroe obtient son diplôme d'études secondaires au lycée de Jeannette (Pennsylvanie) en 1929. Il s'inscrit au Carnegie Institute of Technology, où il devient membre actif de la fraternité Sigma Nu. La célébrité lui vient grâce au Pittsburgh Tribune-Review. Il forme un groupe à Boston en 1949 dont il est le principal chanteur. Il écrit aussi de nombreuses chansons, de la célèbre Army Song à de moins connues, telle Jeannette High School Alma Mater.
Dans les années 1940, Monroe construit The Meadows, un restaurant-boîte de nuit sur la Route 9 à Framingham (Massachusetts). C'est de là qu'il diffuse à partir de 1946 son programme radio, le Camel Caravan dont l'indicatif musical est Racing with the Moon (1941). L'établissement sera ravagé par un incendie en 1980.
Il enregistre principalement pour RCA Victor jusque dans les années 1950. Parmi ses succès figurent In the Still of the Night (1939), There I Go (1941), There I've Said It Again (1945), Let It Snow! Let It Snow! Let It Snow! (1946), Ballerina (1947), Riders in the Sky (1948), Someday (You'll Want Me To Want You) (1949), Sound Off (1951) et In the Middle of the House (1956). Il refuse en revanche d'enregistrer la chanson Rudolph, the Red-Nosed Reindeer (1949) qui deviendra un succès international.

### Incursion au cinéma
Son physique avenant lui vaut l'intérêt d'Hollywood. Il tourne notamment des westerns (Singing Guns ou Le Shérif de Tombstone) mais il ne poursuivit pas sa carrière cinématographique et télévisuelle avec conviction..
Vaughn Monroe meurt le 21 mai 1973, à 61 ans, après une opération de l'estomac. Il est enterré au Fernhill Memorial Gardens and Mausoleum de Stuart, en Floride.